# Över dimmornas bro till Ankara
Över dimmornas bro till Ankara, samlingsalbum från 2002 av gruppen The Kristet Utseende.

## Låtlista
1. Club Raki Türkiye 04:01
2. Tommy Tommy 02:28
3. Pang på pungen i Portugal 01:54
4. Alien brännvin 02:25
5. Transa i Transylvanien 02:50
6. Quinna 02:23
7. Bärs som bärs 01:12
8. En pint sprit 01:45
9. En fet jävla holk 02:07
10. Pudrad fjolla vid köningens hof 02:31
11. I skuggan av korset 02:38
12. Under den perverse maharadjans sol 03:08
13. Kom till Gnarp 01:53
14. Kairos fjollor 02:53
15. Moffegreven (Live) 02:03
16. Boegmunken 04:29
17. Heta nätter i Haiti 04:05
18. Excalibur 03:26
19. Dushring (Live) 02:40
20. Brutala Gnarp 04:09